# Jackson County (Ohio)
 For alternative betydninger, se Jackson County. (Se også artikler, som begynder med Jackson County)
Jackson County  er et county i den amerikanske delstat Ohio. Amtet har en befolkning på 32.641 mennesker (2000), og administration i byen  Jackson

## Demografi
Ifølge folketællingen fra 2000 boede der 32,641 personer i amtet. Der var 12,619 husstande med 9,136 familier. Befolkningstætheden var 30 personer pr. km². Befolkningens etniske sammensætning var som følger: 97.89 % hvide, 0.59 % afroamerikanere, 0.34 % indianere, 0.17 % asiater, 0.16 % af anden oprindelse og 0.82 % fra to eller flere grupper.
Der var 12,619 husstande, hvoraf 34.5 % havde børn under 18 år boende. 55.4 % var ægtepar, som boede sammen, 12.00 % havde en enlig kvindelig forsøger som beboer, og 27.60 % var ikke-familier. 24.00 % af alle husstande bestod af enlige, og i 10.50 % af tilfældene boede der en person som var 65 år eller ældre.
Gennemsnitsindkomsten for en hustand var $30,661 årligt, mens gennemsnitsindkomsten for en familie var på $36,022 årligt.